# Jotapata
Koordinaten: 32° 49′ 55″ N, 35° 16′ 41,3″ O

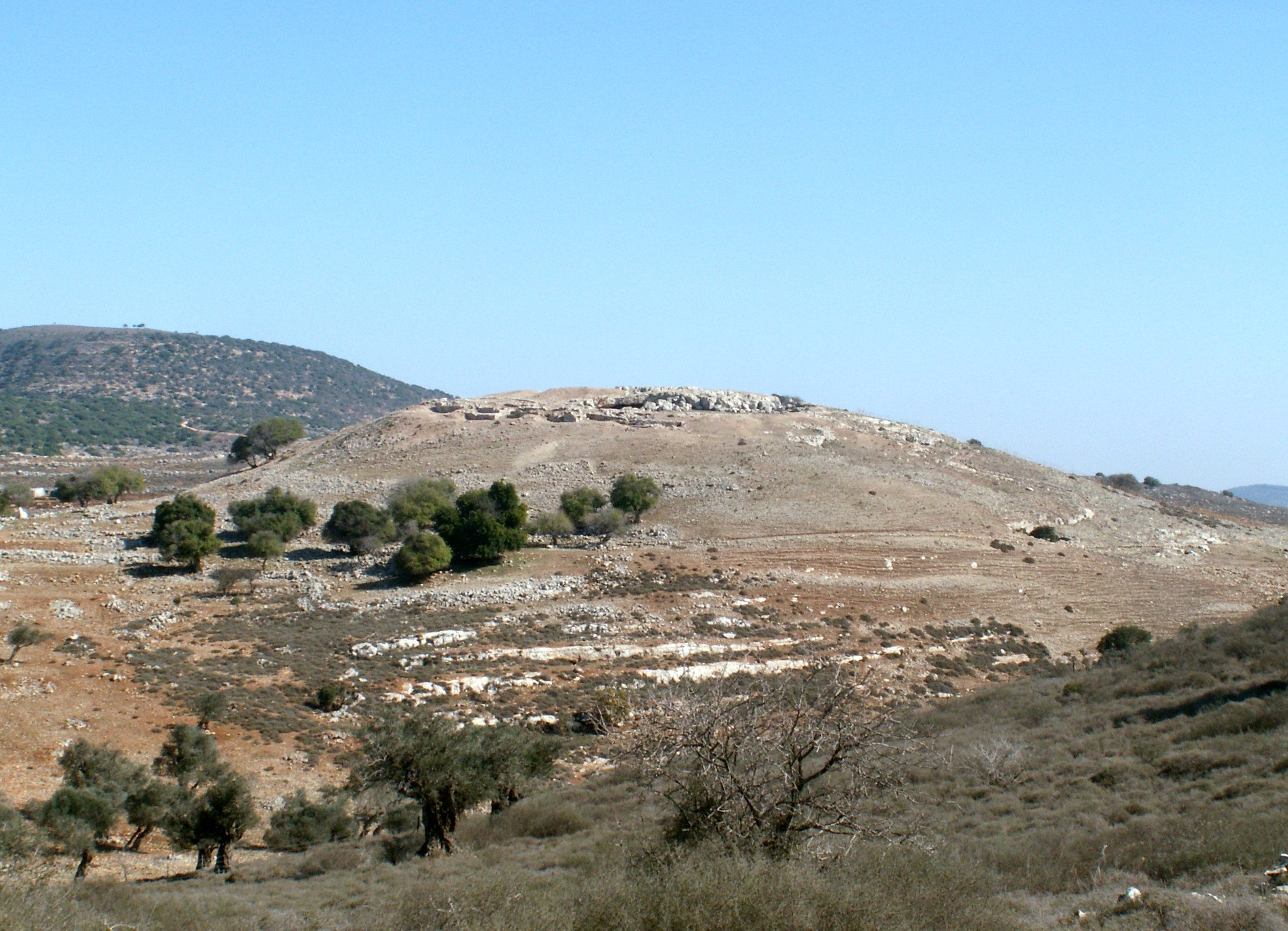
Tell Jafat

Jotapata (altgriechisch Ἰωτάπατα Iōtápata, arabisch Ḫirbat Ğifāt oder Šīfāt, neuhebräisch יוֹדְפַת Jodfat) ist eine archäologische Stätte in Israel. Sie befindet sich im Nordbezirk. Jotapata war ein Schauplatz des Jüdischen Krieges. Flavius Josephus verteidigte die Festung im Sommer des Jahres 67 n. Chr. gegen die römische Armee unter Vespasian. Er konnte aber die Einnahme Jotapatas nicht verhindern, ergab sich Vespasian und wurde später zum Historiker des Krieges.
Etwa einen Kilometer südlich von der archäologischen Stätte befindet sich der 1960 gegründete Moshav Jodfat, der nach dem antiken Ort seinen Namen bekam.

## Lage
Die antike Stätte liegt auf einem isolierten Hügel (419 m ü. NN). An drei Seiten grenzen steile Täler an, aber im Norden ist der Hügel mit dem Berg Miamin durch einen Sattel verbunden. Hier war der Ort am besten zugänglich und Angriffen am meisten ausgesetzt.
Flavius Josephus beschrieb die Lage im 3. Buch seiner Geschichte des jüdischen Krieges. Danach lag die Festung Jotapata auf einem von Schluchten umgebenen Felsen, den andere Berge überragten, so dass sich der befestigte Ort nicht leicht entdecken ließ.

## Erwähnungen in antiken Texten
Jotapata ist berühmt als befestigter Ort des Widerstandes im Jüdischen Krieg. Flavius Josephus, Befehlshaber der Insurgenten in Galiläa, ließ dort die Städte befestigen und leitete selbst die Verteidigung Jotapatas, der am stärksten befestigten Stadt. Nero übertrug Vespasian das Oberkommando in Syrien und befahl die Niederschlagung des Aufstandes in Galiläa. Vespasian und sein Sohn Titus belagerten Jotapata im Sommer 67 (im 13. Regierungsjahr Neros) und eroberten die Stadt nach 47 Tagen. Zum Heeresaufgebot Vespasians gehörte die 15. Legion (Legio XV Apollinaris), die Titus kommandierte, und die 10. (Legio X Fretensis) unter dem Befehl von Marcus Ulpius Traianus, dem Vater des späteren Kaisers Trajan. Josephus schildert die Belagerung, Angriffe und Ausfälle, Taktik und Waffentechnik im 7. Kapitel des 3. Buches seines Werks Jüdischer Krieg. Das 8. Kapitel handelt von den Umständen seiner Gefangennahme und dem Wohlwollen, das ihm Titus entgegenbrachte. Josephus erzählt, dass er nach der Erstürmung der Wälle durch die Römer und ihre mazedonischen Hilfstruppen in eine Zisterne gesprungen sei, um sich zu verstecken. In der Höhle habe er 40 Aufständische getroffen, die sich in ihrer hoffnungslosen Lage gegenseitig umbringen wollten. Das Los sollte über die Reihenfolge der Todeskandidaten entscheiden. Josephus, so seine Erzählung, habe widerwillig in das Verfahren eingewilligt. Als einziger habe er kein Todeslos gezogen. Er und ein weiterer Kämpfer, den er vereinbarungsgemäß hätte umbringen müssen, ließen sich gefangen nehmen.
Samuel Klein vertrat die These, dass die überlebenden Angehörigen der 24 Priesterklassen, die vorher in Jerusalem und Umgebung ansässig gewesen waren, nach dem Jüdischen Krieg eigene Dörfer in Galiläa bewohnten. Während des Bar-Kochba-Aufstandes soll die Priesterfamilie Mijamin in Jotapata gelebt haben.
Der um 200 n. Chr. niedergeschriebene Text von  Mischna Arakin IX 6 enthält eine Liste „ummauerter Städte“, nämlich: „die alte Festung von Sipporim, die Burg von Gusch Ḥalaḇ, das alte Joḏfaṯ (=Jotapata), Gamla, Gador, Ḥaḏiḏ, Ono, Jerusalem und andere wie diese.“

## Identifikation
Im Herbst 1847 reiste der preußische Konsul Ernst Gustav Schultz von Jerusalem nach Beirut unter anderem mit der Absicht, sich unterwegs „nach dem lange vermissten Jotapata des Josephus umzusehen“. Er ging von den in der Vita beschriebenen Reiserouten aus. So suchte er Jotapata 40 Stadien bzw. zwei Wegstunden von ’Arrâbeh, das er mit dem bei Josephus genannten Κώμη Ἀράβων identifiziert hatte: „Ich erblickte den Ort erst, als ich ganz nahe daran war. Auf die wunderbarste Weise von den Bergen eingeschlossen liegt zwischen einer Gabel von Thälern, die nach Süden abfallen, ein steiler Berg, der mit dem höheren Bergrücken gen Norden mittelst der schmalen Wasserscheide der Thäler zusammenhängt, die sich unterhalb zu einem engen Thale vereinigen. Auf dieser Brücke von dem Bergrücken zu dem einzelnstehenden Gipfel in der Mitte liegen Trümmer einer Stadt, in denen die Grundmauern der Befestigungsthürme noch zu erkennen sind, an dem nördlichen Berge hinauf. Der Gipfel jenes vereinzelten Berges ist ein ganz kahler Fels, voller Cisternen …“

## Archäologie
Unter der Leitung Mordechai Aviams von der israelischen Behörde für Altertümer fanden von 1992 bis 1999 sieben Grabungskampagnen statt, bei denen ein Areal von 2500 Quadratmetern untersucht wurde, etwa zur Hälfte im Bereich der Befestigung und im Wohngebiet.
Die früheste Keramik, die bei einem Survey gefunden wurde, datiert aus der Perserzeit, eine Besiedlung des Tell in dieser Phase konnte aber nicht festgestellt werden.
Etwa 30 % der Keramik sowie einige Fundmünzen stammen aus hellenistischer Zeit. In dieser Zeit gab es eine kleine Siedlung auf der Hügelkuppe, den Befunden zufolge wohnten hier Nichtjuden. Zu den interessanten Einzelfunden gehören eine importierte Amphore aus Rhodos (2. Jahrhundert v. Chr.) und eine mit Eros-Figuren dekorierte hellenistische Öllampe. Ein Zerstörungshorizont wurde von den Ausgräbern mit der hasmonäischen Eroberung Galiläas erklärt.
Im frühen 1. Jahrhundert v. Chr., wohl in Zusammenhang mit der Eroberung Galiläas durch die Hasmonäer, wurde die Siedlung mit einer Mauer befestigt und hatte ab jetzt anscheinend eine jüdische Bevölkerung. Die Befunde belegen eine intensive Bautätigkeit und ein Wachstum des Orts bis zu seiner Zerstörung 67 n. Chr.

### Befestigung

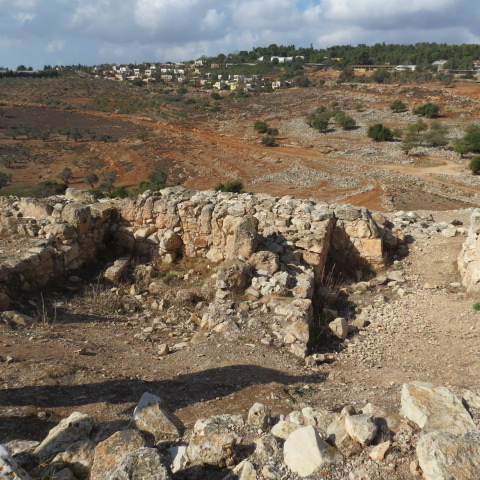
Kasemattenmauer

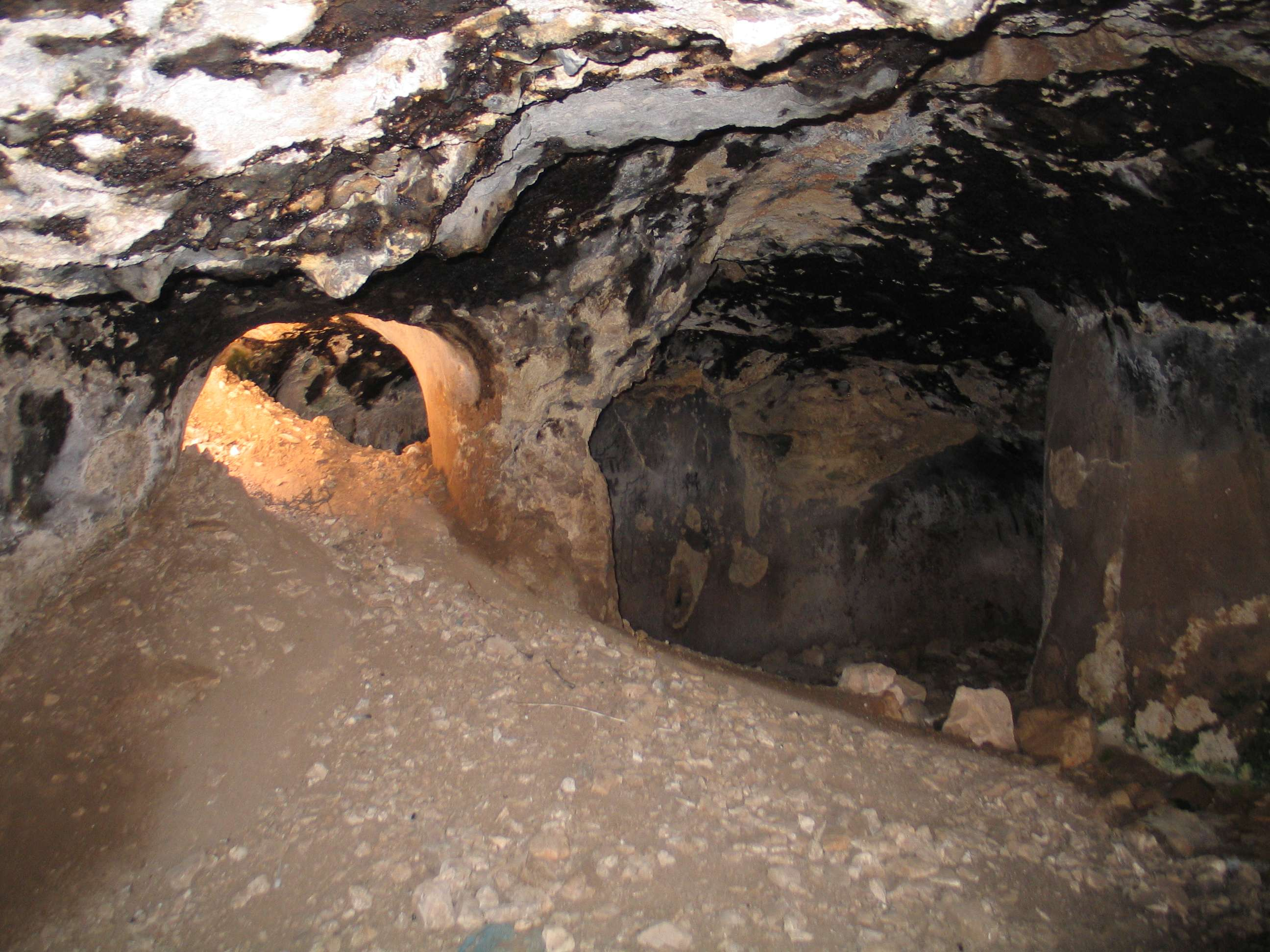
Unterirdische Vorratsräume

Es scheint, dass die hasmonäische Mauer nur die höchste Erhebung umschloss und daher für diese Zeit ein kleines befestigtes Dorf oder eine Festung angenommen werden kann. Die Mauer der frührömischen Zeit wurde wohl teilweise mit dem Material der hasmonäischen Mauer aufgeführt: Die Befestigungsmauer des 1. Jahrhunderts n. Chr. verlief in etwa auf konstanter Höhe um die ganze Hügelkuppe und umschloss ein Gebiet von etwa 50 Dunam. Im Norden war der Ort durch eine etwa 5,50 m breite Doppelmauer geschützt. Im Nordosten verlief eine Kasemattenmauer, im Süden dagegen nur eine einfache, etwa 1,5 m breite Mauer. Einer der Kasemattenräume war in planvoller Weise mit Steinen zugeschüttet worden, was von den Ausgräbern als Sicherungsmaßnahme gegen einen römischen Rammbock während der Belagerung des Jahres 67 interpretiert wurde, zumal unter den Feldsteinen der Füllung auch ein Ballistastein war.  „Zusammen mit typischen eisernen Pfeilspitzen und eisernen Katapultgeschossen haben wir damit den schlüssigen Beweis für einen harten Kampf zwischen den Stadtbewohnern und der römischen Armee hier im Bereich der Nordmauer.“ (Mordechai Aviam) Am Abhang unterhalb der Mauer wurde eine Aufschüttung aus Erde, Putz und Steinfüllung als römische Belagerungsrampe erkannt, in diesem Bereich wurden außerdem einige pilzförmige Nägel römischer Soldatenschuhe (caligae) entdeckt.
Im Westen der Befestigung wurde ein kleiner Kasemattenraum festgestellt, der eine Grundfläche von nur 1,5 × 2,5 m hatte und direkt auf dem gewachsenen Fels aufsetzte. Etwa in der Mitte war ein etwa 1 m tiefer Schacht mit Stufen gegraben worden, der zu einem etwa 2 m langen, waagrechten Tunnel und daran anschließend zu zwei von Menschenhand geschaffenen unterirdischen Vorratsräumen mit einer Grundfläche von 1,34 × 1,3 m bzw. 3,1 × 1,5 m und einer Höhe von gut einem Meter. Außer Vorratsgefäßen und Tier- und Menschenknochen wurden hier Münzen gefunden, darunter Silbermünzen aus der Zeit Neros.
Dass die Befestigungsmauer im Südosten einen Töpferofen überbaute, gab die Möglichkeit, die gesamte Mauer der frührömischen Zeit zu datieren. Sie wurde demnach direkt vor der römischen Belagerung in großer Eile aufgeführt, teilweise ohne Fundament direkt auf dem Felsen aufsetzend, wobei man auf eine Toranlage verzichtete, die dem Gegner einen Angriffspunkt geboten hätte. Wahrscheinlich ließ man zum Kommen und Gehen der Einwohner einen schmalen Spalt in der Mauer frei, den man beim Eintreffen der Römer zumauerte.
Der Bau dieser rund 2 km langen Mauer zeigt, so die These des Ausgräbers, dass Josephus seine Position in Galiläa nach anfänglichen Problemen festigen konnte und, wie er selbst schrieb, etliche Orte auf seine Anordnung befestigt wurden. „Die meisten Galiläer kooperierten mit ihm bei seinem Versuch, Galiläa vor dem römischen Angriff mit Festungen zu versehen.“ Damit habe Josephus kein eigenes Konzept umgesetzt, sondern Anordnungen der Jerusalemer Regierung befolgt.

### Häuser und ihre Ausstattung

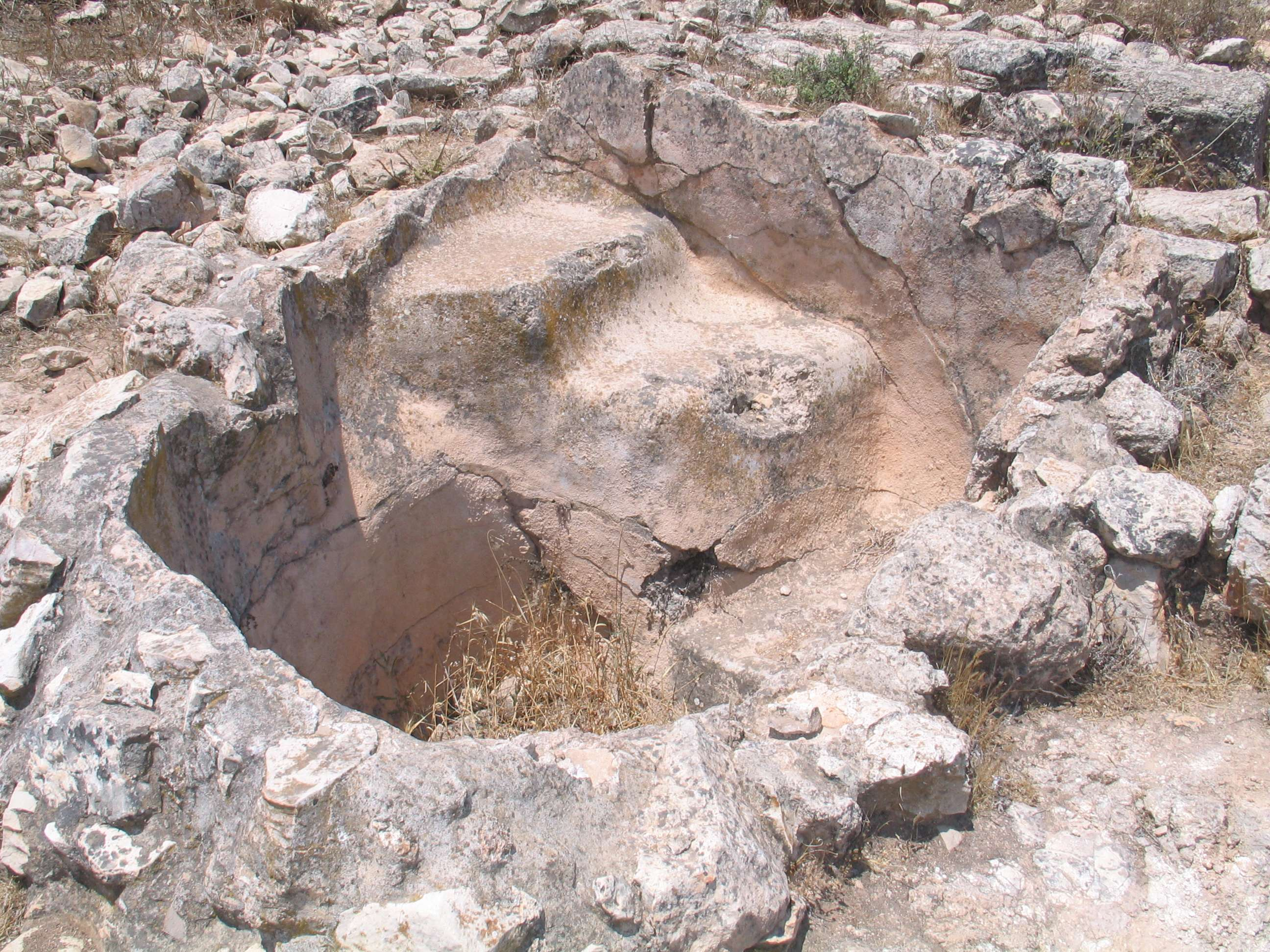
Mikwe

Das Gelände innerhalb der Befestigung war durch Terrassierung für den Bau von zwei- bis dreistöckigen Häusern vorbereitet worden, die in Galiläa üblichen Mustern folgten. Die Mauern wurden mit Feldsteinen und Schlamm aufgeführt, die Türschwellen waren aus behauenen Steinen. Die Zwischendecken wurden ohne Stützpfeiler mit Holzbalken und Zweigen ausgeführt und erhielten einen Estrich. Während der Innenraum solcher Häuser je nachdem aus gestampfter Erde oder geglättetem, gewachsenem Fels bestand, war der zugehörige Hof teils gepflastert und besaß stets eine Zisterne. (Dies war notwendig, da der Ort keine Quelle nutzen konnte, wie schon Josephus erwähnte.) Außer als Wasserspeicher konnten Zisternen andererseits zur Lagerung von Getreide oder Gemüse genutzt werden.
Außerdem fanden die Archäologen jüdische Ritualbäder (Mikwen), die die Gestalt von getreppten Becken, verputzt mit wasserdichtem Mörtel hatten. Dass die Mikwen sich in der Nachbarschaft der Ölpresse befanden, kann so verstanden werden, dass bei der Herstellung von Olivenöl kultische Reinheit wichtig war, eine Auffassung, die auch in zeitgenössischen Texten begegnet.
Im nordöstlichen Bereich der archäologischen Stätte befand sich ein Herrenhaus (sogenanntes Fresko-Haus), das nur teilweise ausgegraben wurde. Ein Raum besaß an drei Wänden farbige Fresken des 2. pompejanischen Stils. Sie lassen sich mit den Fresken der herodianischen Palastbauten sowie den Villen in der Jerusalemer Oberstadt (Herodianisches Quartier) vergleichen. Die Wände waren mit großen roten und ockerfarbenen Feldern bemalt, geteilt durch vertikale Bänder in grün, schwarz, rot oder weiß. Im unteren Bereich der Wände verlief ein schwarz bemalter Streifen mit abwechselnden bemalten Paneelen oder Marmorimitation. Der Fußboden hatte einen Estrich mit einer Bemalung, die Bodenplatten imitierte.
In den Wohnbereichen wurden 110 Fragmente steingeschnittener Gefäße gefunden. Dass diese im 1. Jahrhundert n. Chr. geschätzt waren, weil sie keine kultische Unreinheit annahmen, ist bekannt. Da sie teurer waren als Keramik, ist ein außeralltäglicher Gebrauch anzunehmen: Aviam interpretiert die verschiedenen Gefäßtypen als Schöpfgefäße für die kultische Handwaschung (Netilat Jadajim), Ölbehälter zum Befüllen von großen Öllampen (vielleicht Sabbatlampen) sowie Trinkbecher für Sabbatwein.
Überraschenderweise stammte ein Großteil der gefundenen Öllampen aus Jerusalemer Produktion. Dabei war es kein Problem, Öllampen wie andere Bedarfskeramik vor Ort herzustellen. Der Ausgräber nimmt daher an, dass die Einwohner von Jotapata aus religiösen Gründen Jerusalemer Lampen bevorzugten, „weil sie ihnen das Gefühl und den Glauben gaben, mit Jerusalem, dem Tempel und der Menora verbunden zu sein.“

### Wirtschaftsleben
Die Bewohner des Orts lebten von Landwirtschaft, Schafzucht und etwas Handwerk für den Eigenbedarf. Davon zeugen eine Ölpresse, mehrere Töpferöfen sowie Gewichte von Webstühlen. Insgesamt 250 Webgewichte aus gebranntem Lehm wurden in Jotapata gefunden, die größte Zahl dieser Objekte von einer archäologischen Stätte in Israel. Die gefundenen Tierknochen deuten auf ein Schlachtalter der Schafe und, seltener, Ziegen von fünf und mehr Jahren. Die Schafhaltung diente demnach der Wollproduktion. Im Keramikspektrum fehlt römische Ware fast völlig. Das alles deutet auf eine relativ isolierte Ortschaft mit wenig Kontakt zu den regionalen Märkten hin.
Es gibt gleichwohl Einzelfunde, die auf den Wohlstand einzelner Bewohner hindeuten, etwa ein eiserner Türschlüssel und besonders ein Paar bronzener Waagschalen mit einem Durchmesser von 5 cm, mit denen Gewürze oder ähnliche teure Waren abgewogen werden konnten.

### Skelettfunde

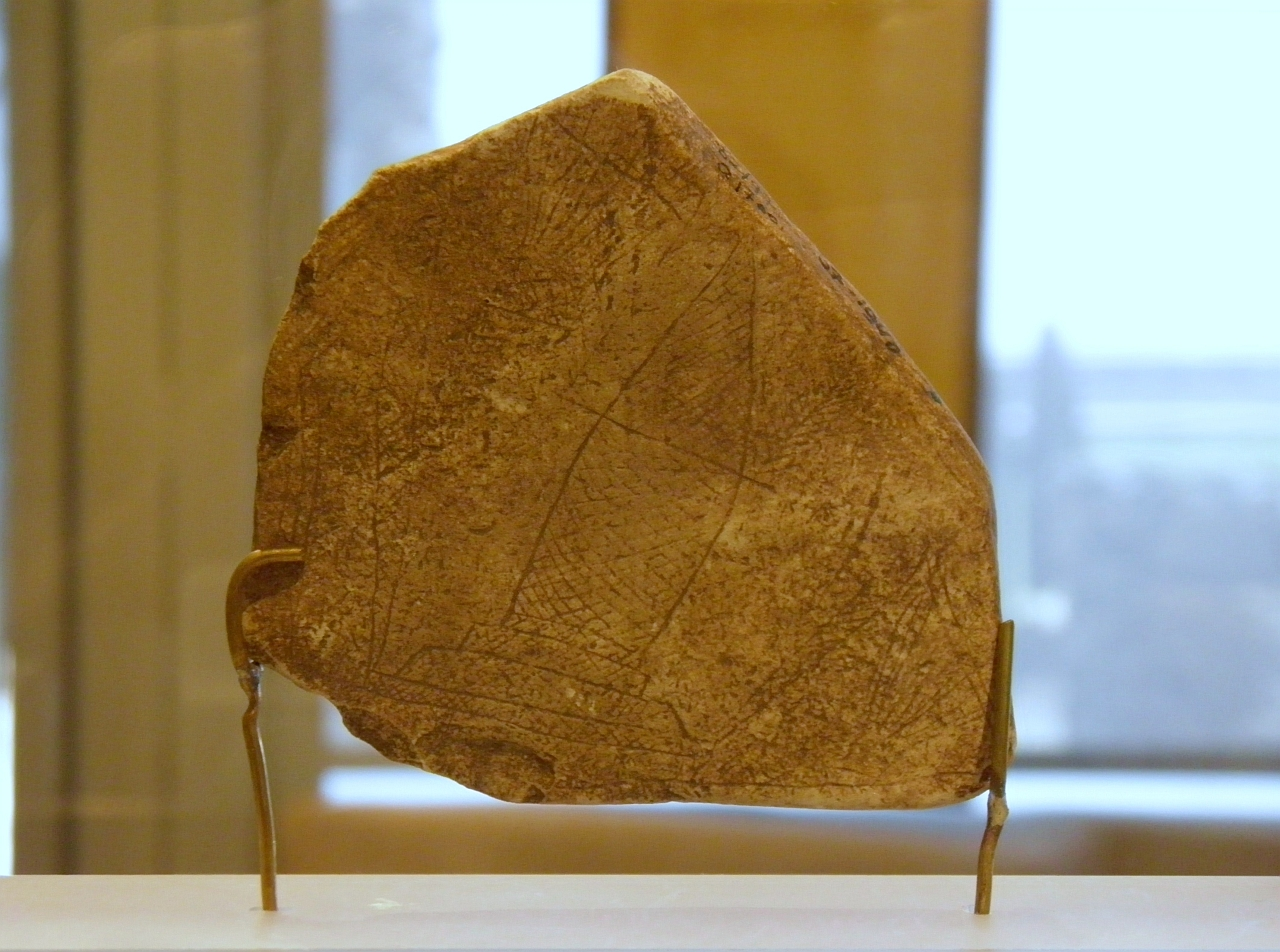
Feldstein mit Ritzzeichnung (Hecht Museum, Haifa)

Jotapata ist die erste archäologische Stätte in Israel, bei der Belege für einen Massenmord an der Bevölkerung während des Jüdischen Krieges gefunden wurden. Skelettreste waren über das ganze Areal verteilt, sowohl in den Gassen als auch in den Wohnhäusern. Zwei Zisternen waren zu Massengräbern umgewandelt worden. Darin fanden die Ausgräber keine vollständigen Skelette, sondern zusammengesammelte Knochen. Einige Schienbeine hatten Schnitte, die man als Folge von Schwerthieben interpretiert. Mordechai Aviam geht davon aus, dass die Leichen zunächst in den Ruinen von Jotapata liegen blieben und dem Tierfraß ausgesetzt waren, weil eine römische Garnison Bewohner der Nachbarorte an einer Bestattung der Toten hinderte. Als nach etwa einem Jahr die Garnison abgezogen sei, hätten galiläische Überlebende des Krieges das religiöse Gebot der Bestattung befolgt und insbesondere Schädel und große Knochen zusammengetragen. Eine Ritzzeichnung auf einem 15 × 15 cm großen Feldstein, die eine Art Mausoleum, eine dem Sternzeichen Krebs ähnliche Figur, einen Lebensbaum sowie einige Linien zeigt, interpretiert er als Botschaft mit dem Inhalt: „Ich werde (bzw. wir werden) im Monat Juli sterben.“

## Forschungsgeschichtliches
- Georg Beer: Jotapata. In: Paulys Realencyclopädie der classischen Altertumswissenschaft (RE). Band IX,2, Stuttgart 1916, Sp. 2002.